# Ligne de tramway 9 (SNCV Groupe de Namur)
La ligne 9 est une ancienne ligne du tramway de Namur de la Société nationale des chemins de fer vicinaux (SNCV).

## Exploitation

### Horaires
Tableaux :
- 539/1 (1931)[1], numéro et tableau partagés avec la ligne 539/2 Fleurus - Onoz.
- 634 en 1950, numéro et tableau partagés entre la ligne 9 et la 634/2 Onoz Dépôt - Fleurus Gare[2].